# Pfronten
Pfronten es un municipio en el distrito de Algovia Oriental en Baviera en Alemania.